# Bunker Ladeburg
Der Bunker Ladeburg war ein sogenanntes Schutzbauwerk der Flugabwehrraketentruppen der Luftstreitkräfte der Nationalen Volksarmee und wurde bis 3. Oktober 1990 als Gefechtsstand der 41. Flugabwehr-Raketenbrigade genutzt. Der Bunker befindet sich bei Ladeburg nördlich von Berlin.

## Baugeschichte
Das zweigeschossige Bauwerk mit Garagenanbauten wurde von 1983 bis 1985 erbaut und nach entsprechenden Funktionsproben am  1. Dezember 1986 offiziell in Betrieb genommen. Es diente als automatisierter Gefechtsstand der 41. Flugabwehr-Raketenbrigade „Hermann Duncker“. Von hier konnten im Ernstfall bis zu zehn Flugabwehr-Raketenabteilungen geführt werden. Weiterhin wurden Aufgaben der Jägerleitung erfüllt. Im Jahr 1990 von der Bundeswehr übernommen, wurde der Bunker bis zum 31. Dezember 1991 weitergenutzt, anschließend teilweise zurückgebaut und verschlossen.

## Heutige Nutzung
Nach Sicherung und Konservierung durch einen Verein ist der Bunker heute für Führungen öffentlich zugänglich.